# Tomopeas ravus
Genre
Espèce
Statut de conservation UICN

 EN B2ab(ii, iii) : En danger
Tomopeas ravus est une espèce de mammifères chiroptères (chauves-souris) de la famille des Molossidae, la seule du genre Tomopeas.

## Répartition et habitat
Cette espèce est endémique du Pérou. Elle vit dans les semi-déserts.

### Pour l'espèce
- (en) Mammal Species of the World (3e  éd., 2005) :  Tomopeas ravus   Miller, 1900
- (en) Catalogue of Life : Tomopeas ravus Miller, 1900 (consulté le 15 décembre 2020)
- (fr + en) ITIS : Tomopeas ravus Miller, 1900
- (en) Animal Diversity Web : Tomopeas ravus
- (en) NCBI : Tomopeas ravus (taxons inclus)
- (en) UICN : espèce Tomopeas ravus Miller, 1900 (consulté le 4 juin 2015)

### Pour le genre
- (en) Mammal Species of the World (3e  éd., 2005) :  Tomopeas   Miller, 1900
- (en) Catalogue of Life : Tomopeas Miller, 1900 (consulté le 11 décembre 2020)
- (fr + en) ITIS : Tomopeas Miller, 1900
- (en) Animal Diversity Web : Tomopeas
- (en) NCBI : Tomopeas (taxons inclus)
- (en) UICN : taxon  Tomopeas  (consulté le 6 janvier 2023)